# HMS Fiji (1939)
HMS Fiji (58) (Корабль Его Величества «Фиджи») — британский лёгкий крейсер, головной корабль первой серии крейсеров типа «Краун Колони». Заказан 20 декабря 1937 года на верфи John Brown & Company в Клайдбанке и заложен 30 марта 1938 года. Крейсер был спущен на воду 31 мая 1939 года. Первый корабль Королевского флота с таким названием. 17 мая 1940 года строительство было завершено и корабль вошел в строй.
Девиз корабля звучал: «Rere raka na haloa ka doka na tui» — «Бойся Бога и чти короля».

## История службы
4 июня 1940 года крейсер отправился в Вест-Индию для завершения испытаний, сделав заход на Мартинику. По завершении испытаний крейсер вернулся в Великобританию, где 1 августа 1940 года был зачислен в состав 18-й эскадры крейсеров. Корабль предназначался для патрульных операций у северо-западных подходов и был включен в состав группы, которая должна была осуществить высадку британских войск в Вишистском Дакаре.

### Повреждение торпедой U-32
30 августа вышел в рамках этой операции в составе Соединения «M»: линкоры Barham и Resolution, авианосец Ark Royal и тяжелый крейсер Devonshire в сопровождении эсминцев Inglefield, Eclipse, Echo и Escapade. 31 августа Соединение у северо-западных подходов встретилось с транспортами на борту которых находились десантные войска. 1 сентября Фиджи в 18-00 на позиции 58°10′ с. ш. 12°55′ з. д. был атакован и поврежден немецкой подводной лодкой U-32. крейсер был отправлен в Клайд под эскортом эсминца Antelope, встав 4 сентября на ремонт в Гриноке, который продлился до 31 января 1941 года.
Февраль и март крейсер провел в патрулировании северо-западных подходов. 26 марта вместе с крейсером Nigeria Фиджи выходил в Датский пролив для перехвата немецких торговых рейдеров.
28 марта он вышел вместе с линкором King George V и 2 крейсерами на поиск немецкого карманного линкора Admiral Scheer, который по сообщениям прорвался в Атлантику. Поиск оказался безуспешным.
30 марта вместе с Nigeria вышел на соединение с линейным крейсером Hood, для прикрытия конвойных маршрутов Великобритания — Гибралтар от атак немецкий кораблей.
5 апреля крейсер присоединился в Бискайском заливе к Соединению «H»: авианосец Ark Royal, линейный крейсер Renown, чуть позже крейсер Sheffield и эсминцам 8-й флотилии для поисков немецких линкоров Scharnhorst и Gneisenau.
24 апреля Фиджи был в составе эскорта авианосца Ark Royal, доставляющего самолеты на Мальту в рамках Операции Данлоп.
6 мая крейсер вошел в Соединение «F», предназначающихся для усиления Средиземноморского флота: линкор Queen Elizabeth, крейсера Gloucester и Naiad и вышел из Гибралтара в рамках Операции Тигр. 8 мая Соединение прошло Сицилийские узости, сопровождаемое 6 эсминцами типа F из состава Соединения «H». 9 мая корабли этого Соединения встретились с частью кораблей Средиземноморского флота и стали частью эскортных сил конвоя Tiger. 10 мая корабли подвергались воздушным атакам, а 12 мая прибыли в Александрию, сразу войдя в состав сил, осуществляющих поддержку защитникам Крита.
13 мая Fiji вышел в море, а 15 мая высадил в Ираклионе подразделения Лейстерского полка, после чего, совместно с крейсером Gloucester,  эсминцами Havock и Hotspur образовал Соединение «B». С 16 мая Соединение «B», совместно с линкором Queen Elizabeth составляло прикрытие эсминцев, которые выполняли перехват судов вторжения Оси.
21 мая вместе с крейсером Gloucester входит в состав Соединения «A1», в котором помимо них находятся линкоры Warspite и Valiant. Это соединение выполняло роль поддержки Соединения «C»: крейсера Naiad, Perth, Calcutta и Carlisle, эсминцы Kandahar, Kingston и Nubian, которое предназначалось для атак судов вторжения в проливе Китира.

### Гибель
22 мая оба крейсера Соединения «A1» совместно с эсминцами Greyhound и Griffin задержались с выходом из пролива Китира и попали под массированные воздушные атаки. После одной из них в 13:51, Greyhound был потоплен и командующий соединением контр-адмирал Кинг приказал эсминцам Kandahar и Kingston спасти экипаж, а обоим крейсерам — прикрыть операцию спасения.  В это время на крейсерах практически закончился запас зенитных снарядов. Корабли-спасатели подвергались мощным воздушным атакам. В 14:56 Кинг узнал о кончающемся боезапасе, приказал им уходить, оставив на месте свои шлюпки и как можно скорее соединиться с эскадрой. Прямых попаданий не было, но Kingston был поврежден близкими разрывами.
В 15:30 Gloucester и Фиджи уже были видны за кормой эскадры, догоняя её на большой скорости. Однако через 20 минут Gloucester получил несколько попаданий (три или четыре). Крейсер остановился, охваченный пожарами, верхняя палуба была серьёзно повреждена. Fiji сбросил свои спасательные плоты, но, учитывая интенсивность воздушных атак, кончающиеся боеприпасы и топливо, его капитан был вынужден вместе с эсминцами отходить на юг. Во время отхода одиночный  Messerschmitt Bf 109 попал бомбой в Fiji, вызвав снижение скорости и крен. Последующие атаки принесли ещё три попадания и в 20:15 крейсер перевернулся и затонул в точке 34°35′ с. ш. 23°10′ в. д.. Немедленное спасение экипажа эсминцами Kandahar и Kingston было невозможно из-за продолжающихся атак и они ушли, сбросив спасательные средства. После наступления темноты 523 человека из 780 членов экипажа крейсера были подобраны из воды.